# 平展波纹蟹
平展波纹蟹（学名：Cymo deplanatus）为扇蟹科波纹蟹属的动物。分布于乌波卢岛以及中国大陆的西沙群岛等地，生活环境为海水，常见于珊瑚枝丛间。